# František Tomáš z Ditrichštejna
František de Paula Tomáš z Ditrichštejna (německy Franz de Paula Thomas August/Augustin Josef Johannes Nepomuk Karl Reichsgraf von Dietrichstein; 13. prosince 1731 Vídeň – 29. listopadu 1813 Vídeň) byl česko-rakouský šlechtic, říšský hrabě z Ditrichštejna-Mikulova a hrabě z Pruskova na Moravě.

## Život
Narodil se jako František de Paula Tomáš August Josef Jan Nepomuk Karel říšský hrabě z Ditrichštejna, nejmladší syn z 11 dětí 6. knížete Karla Maxmiliána z Ditrichštejna (1702 – 1784) a jeho manželky hraběnky Marie Anny Josefy z Khevenhüleru-Eichelbergu (1705–1764), dcery hraběte Jana Jindřicha Zikmunda Bedřicha z Khevenhüleru (1666–1742) a hraběnky Ernestiny Uršuly Leopoldiny Orsiniové z Rosenbergu (1683–1728). Byl také vnukem 6. knížete Karla Maxmiliána z Ditrichštejna-Pruskova-Leslie (1702–1784), jehož děti měly titul „z Ditrichštejna-Pruskova“.
Měl staršího bratra Karla Jana Křtitele (1728–1808), pozdějšího 7. říšského knížete z Ditrichštejna-Mikulova a mladší sestru Marii Josefu, provdanou za hraběte Arnošta Kvida z Harrachu.

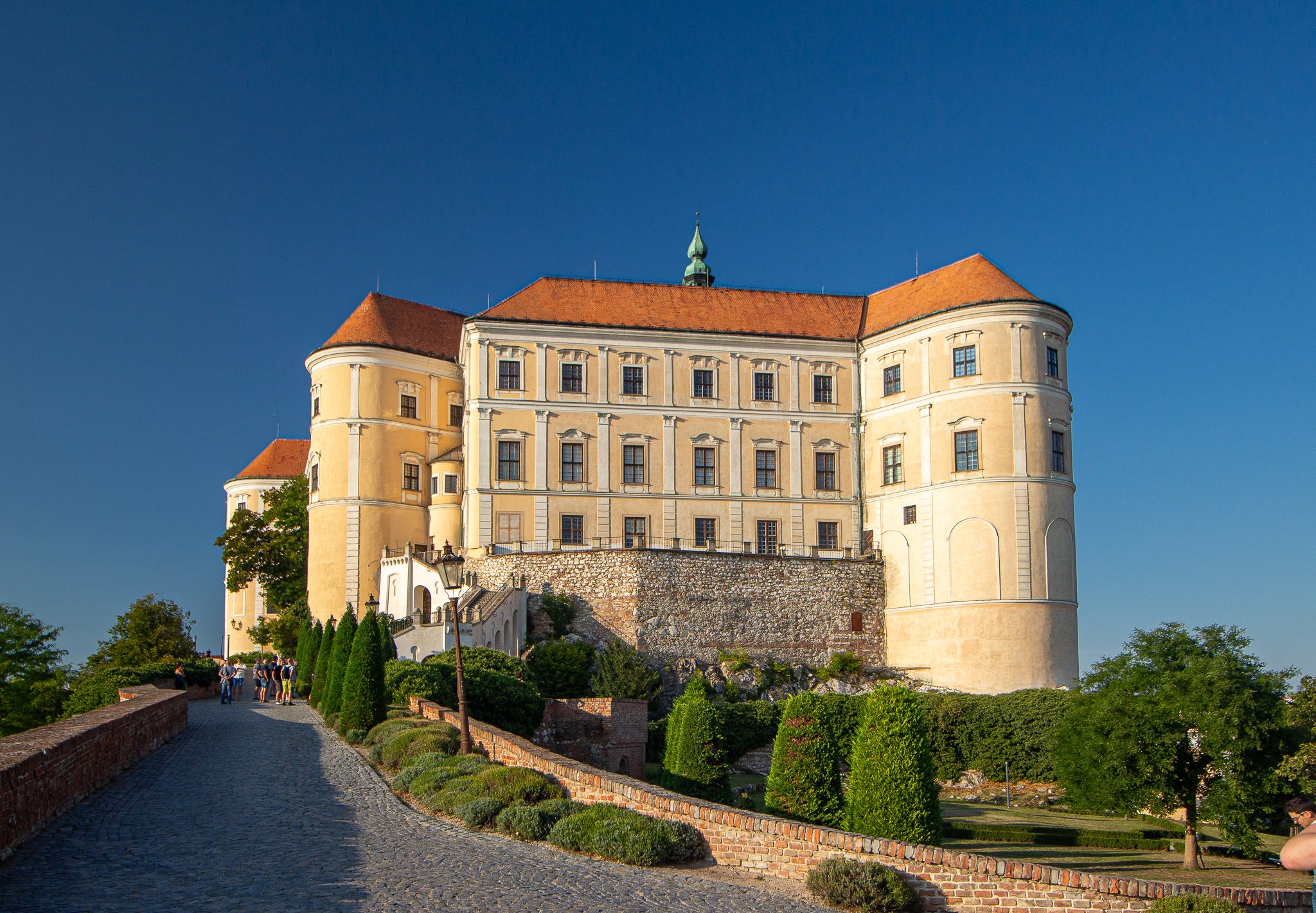
Zámek Mikulov

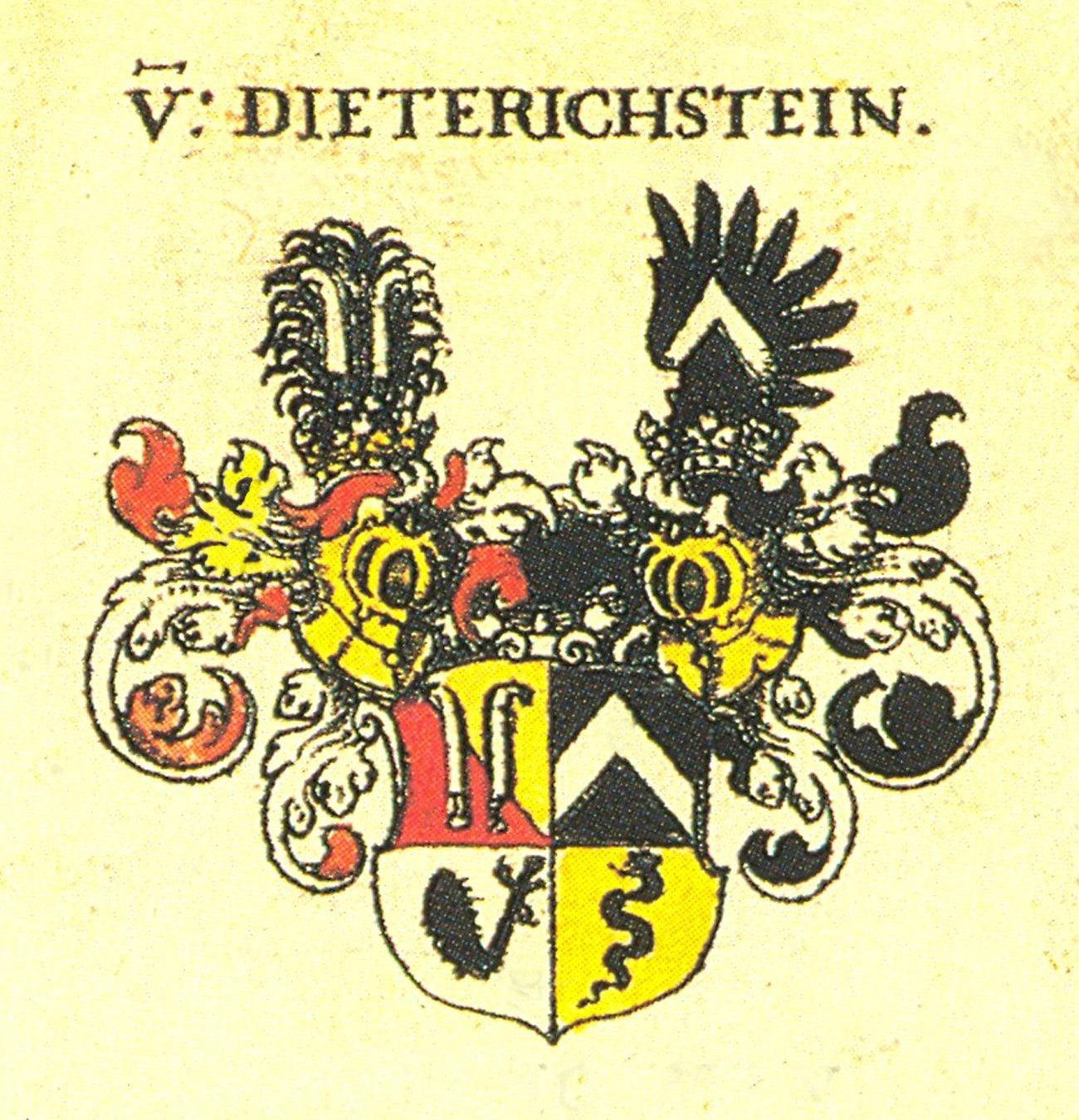
Rodový erb Ditrichštejnů (1701 – 1705)

František de Paula a jeho starší bratr Karel Jan Křtitel vystudovali školu ve Vídni a pokračovali ve studiích práva na Lipské univerzitě. Poté se vydali na kavalírskou cestu po Evropě, při níž navštívili Hannoversko, Nizozemsko, Belgii a Itálii a do roku 1752 se zdrželi v Římě, načež se vrátili k císařskému dvoru ve Vídni, kde oba získali titul komorníka.
Po strýci Janu Leopoldovi získal panství Boskovice a Sokolnice na jižní Moravě a založil tak sekundogeniturní větev Ditrichštejnů se sídlem v Boskovicích. Na základě starších dědických dohod převzal pak ještě v roce 1806 panství Bzenec po vymření rodu Pruskovských.
František de Paula z Ditrichštejna-Mikulova zemřel ve věku 81 let 29. listopadu 1813 ve Vídni a byl pochován v rodové hrobce Ditrichštejnů v moravském Mikulově.

### Rodina
František de Paula z Ditrichštejna-Mikulova se 25. dubna 1770 ve Vídni oženil se svobodnou paní Marií Karolínou z Reischachu (8. října 1740 Nancy – 11. října 1782 Vídeň), dcerou svobodného pána Judy Tadeáše z Reischachu (1698–1782) a Marie Anny von und zu Bodman (1707 – 1761). Měli tři děti:
- 1. Marie Terezie Josefа Anna Františka Xaverie Kristýna z Ditrichštejna-Mikulova-Pruskova (24. července 1771 Vídeň – 21. ledna 1851 tamtéž), 2. července 1794 se ve Vídni za hraběte Arnošta Kryštofa Josefa Jana Nepomuka Františka Xavera Vincence Fereria z Harrachu-Rohrau-Tannhausenu (29. května 1757, Vídeň - 14. prosince 1838 tamtéž)[6]

- 2. František Xaver Josef Stanislav Cyril z Ditrichštejna-Mikulova-Pruskova (9. července 1774 Vídeň – 17. července 1850 Insbruk), hrabě z Ditrichštejna-Pruskova, 20. května 1817 se ve Vídni oženil s hraběnkou Rosou Barborou Ludovikou Wallisovou svobodnou paní z Karighmeinu (8. října 1792 Vídeň – 27. června 1844 tamtéž). Měli tři dcery.

- 3. Aloisie z Ditrichštejna-Mikulova (31. října 1776/1778 – 2. července 1797)